# Jerzy Topolski
Jerzy Topolski (Poznań, 20 settembre 1928 – Poznań, 21 dicembre 1998) è stato uno storico polacco.
Jerzy Topolski era specializzato in storia economica, storia della cultura materiale, storia moderna, teoria e metodologia della storia. Membro dell'Accademia polacca delle scienze e professore all'Università Adam Mickiewicz di Poznań, ha scritto oltre 1100 lavori, fra cui 30 libri.